# Бардил
Бардил (грч. Βάρδυλις) је био краљ Дарданаца, који је под својом влашћу ујединио више племена јужне Илирије.
Бардил је био ниског порекла а на власт је дошао након једног од устанка. Окупио је јужне Илирске народе и створио јаку војску, у којој кључну улогу нису играли локални аристократи, као до тада, него плаћеници 
Бардил је водио агресивну спољну политику. Он је наметнуо вазални однос Епиру и започео успешну кампању за освајање Македоније. Током 393.-392. п. н. е. Бардил је освојио читаву Македонију и чак привремено протерао цара Аминта III, који је присиљен да прибегне савезу са Тесалијанцима. Током 383. п. н. е.-382. п. н. е. покренуо је нова освајања која су била мање успешна . Краљ Пердика III 359. п. н. е. покушао је да узврати, али је био потпуно поражен и погинуо у борби заједно са још четири хиљаде Македонаца . Тек је Филип II био у стању да победи Бардила и створи мир, према коме су Илири били приморани да напусте горњу Македонију и напусте део територија на подручју Ликијског језера. Бардилова Аудат постала је Филипова супруга.